# Raffaele Lombardo

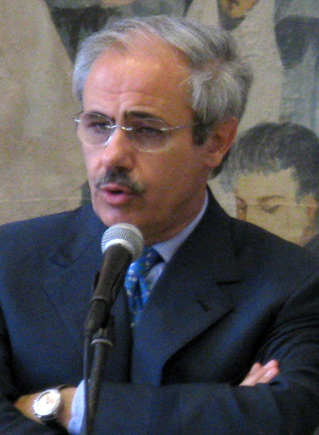
Raffaele Lombardo (2009)

Raffaele Lombardo (* 29. Oktober 1950 in Catania) ist ein italienischer Politiker. Er war von 1999 bis 2008 Mitglied des Europäischen Parlaments, anschließend bis 2012 Präsident der autonomen Region Sizilien. Zudem war er von 2005 bis 2012 Parteivorsitzender des Movimento per le Autonomie (MpA).

## Leben und Karriere
Lombardo begann seine politische Karriere bei der Democrazia Cristiana (DC) und war 1977 Vorsitzender von deren Jugendorganisation. Er war Gemeinderat und Beigeordneter seiner Heimatstadt Catania, wurde 1986 ins Regionalparlament von Sizilien gewählt. Nach dem Zerfall der DC gehörte er ab 1994 dem Centro Cristiano Democratico (CCD) an, das mit Silvio Berlusconis Forza Italia verbündet war.
Bei der Europawahl 1999 wurde er als Vertreter des Wahlkreises italienische Inseln ins Europäische Parlament gewählt. Dort gehörte er der christdemokratischen EVP-ED-Fraktion an, war Mitglied des Ausschusses für Beschäftigung und soziale Angelegenheiten sowie Delegierter für die Beziehungen zu den Maghreb-Ländern und der Union des Arabischen Maghreb. Zusätzlich war er ab 2000 stellvertretender Bürgermeister von Catania, dann – nachdem das CCD in der UDC aufgegangen war – von 2003 bis 2008 Präsident der Provinz Catania. 2004 wurde er für eine weitere Legislaturperiode ins Europäische Parlament gewählt, dem er bis 2008 angehörte, diesmal als Mitglied des Ausschusses für bürgerliche Freiheiten, Justiz und Inneres.
Lombardo verließ die UDC im April 2005, um die Partei Movimento per l’Autonomia zu gründen. Diese Partei war hauptsächlich in Sizilien aktiv, in geringerem Maße auch in anderen süditalienischen Regionen wie Kalabrien und Apulien, und setzte sich für eine größere Autonomie der Regionen ein. Lombardo stand ihr bis zu seinem Rückzug im Juli 2012 vor.
Bei der Regionalwahl in Sizilien 2008 wurde er als Kandidat des Mitte-rechts-Bündnisses aus MpA, Berlusconis Popolo della Libertà (PdL) und UDC mit über 65 % der Stimmen zum Präsidenten der autonomen Region Sizilien gewählt. Er sprach sich für die Realisierung der Brücke über die Straße von Messina aus. Im Dezember 2009 kündigte Lombardo das Bündnis mit der PdL und Berlusconis nationaler Mitte-rechts-Regierung auf, der er vorwarf den Süden zu vernachlässigen, und beteiligte sich an der Gründung eines Terzo Polo („Dritten Pols“) der italienischen Politik (zwischen Mitte-rechts- und Mitte-links-Lager) gemeinsam mit der UDC, FLI und ApI.
Nachdem er 2012 in einem Prozess gegen die Mafia angeklagt wurde und der italienische Ministerpräsident Mario Monti ihn zum Rücktritt aufgefordert hatte, legte Lombardo Anfang August 2012 das Amt des Präsidenten der autonomen Region Sizilien nieder. Im Februar 2014 folgte die erstinstanzliche Verurteilung zu sechs Jahren und acht Monaten Haft, sowie dem lebenslangen Ausschluss von öffentlichen Ämtern wegen Unterstützung von Mafia-Aktivitäten und Stimmenkauf. In der Berufungsinstanz wurde er im März 2017 vom Vorwurf der Mafiaunterstützung freigesprochen und nur der Schuldspruch wegen Stimmenkaufs aufrechterhalten, wofür er zu einer Freiheitsstrafe von zwei Jahren verurteilt wurde.